# Sottunga
Sottunga Kommune er en kommune i landskabet Åland i Finland. Sottunga er både Ålands og Finlands mindste kommune. Sottunga har færgeforbinde med Fasta Åland. Færgeturen mellem Sottunga og Långnäs i Lumparland tager ca 1 time 15 minutter. Kommunecenteret er Storsottunga.
I Storsottunga findes Finlands mindste trækirke, der er opført 1661. På øen Södö findes en række gamle gruber fra 1800-tallet.